# Val d’Enfer

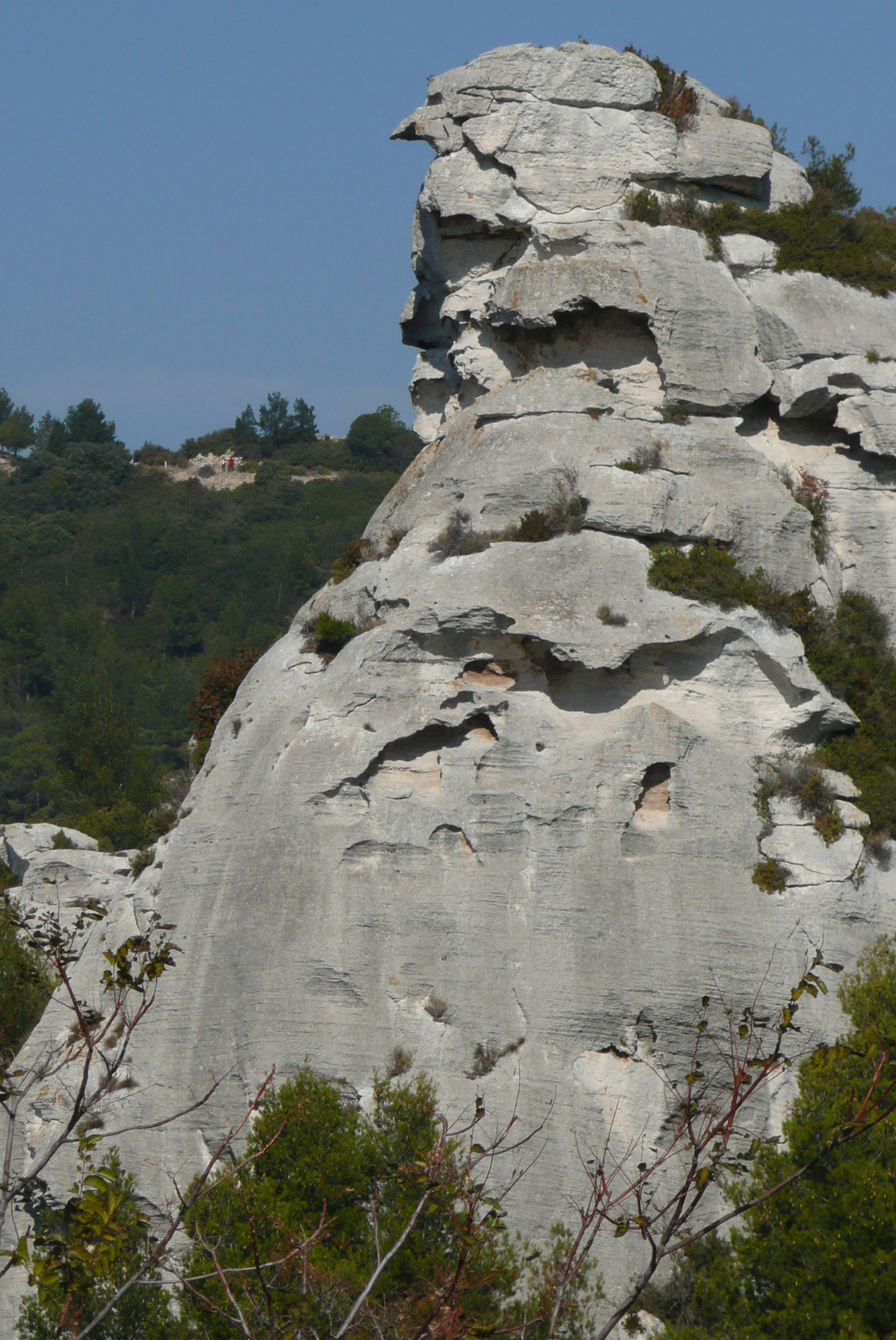
Eine Felsformation im Val d'Enfer

Das Val d’Enfer ist ein durch Wassererosion entstandenes Tal, das sich unterhalb des Ortes Les Baux-de-Provence befindet. Der Name Val d’Enfer, zu deutsch Tal der Hölle, kommt von den bizarren Felsformen aus weißem Kalkstein.
Das Tal ist vom Chemin départemental 27 über einen Weg erreichbar, der an den Pavillon de la Reine Jeanne angrenzt.

## Erste Nutzung des Tals
Im 2. Jahrhundert vor Christus wurden die Felsen des Tals, die aus dem Erz Bauxit und weißem Kalkstein bestehen, genutzt, um antike Städte wie Glanum und Arles zu errichten. Der Name des Gesteins Bauxit, das hier 1821 entdeckt wurde, stammt vom anliegenden Dorf Les Baux-de-Provence.
Der Abbau wurde 1935 aufgegeben, um sich auf andere rentablere Orte in der Region zu spezialisieren.

## Legenden
Das Tal ist nicht nur als ehemaliger Abbauort bekannt, sondern auch durch die verschiedenen Geschichten und Legenden, die hier spielen.
Beispielsweise spielte Frédéric Mistrals Gedicht Mirèio in diesem Tal. Er sagte außerdem als Anmerkung zu seinem Gedicht, dass Dante diesen Ort als Vorbild für die Hölle in seinem Hauptwerk, Die Göttlichen Komödie, verwendet habe.
Das Val d’Enfer diente zudem im Jahr 1959 als Drehort für den Film Das Testament des Orpheus von Jean Cocteau.